# Station Kamienna Góra
Station Kamienna Góra is een spoorwegstation in de Poolse plaats Kamienna Góra.

## Fotogalerij

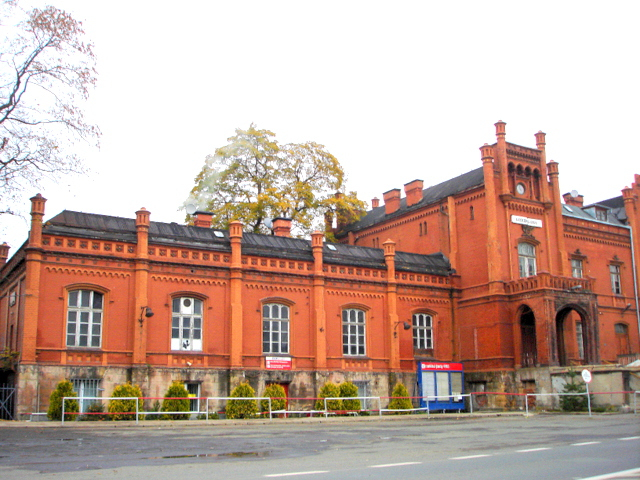
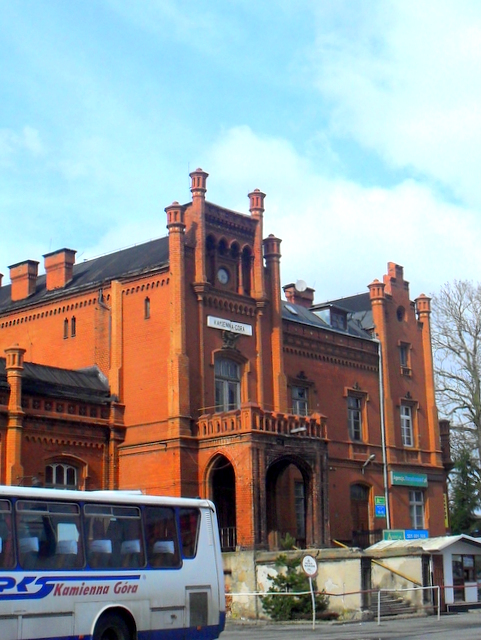
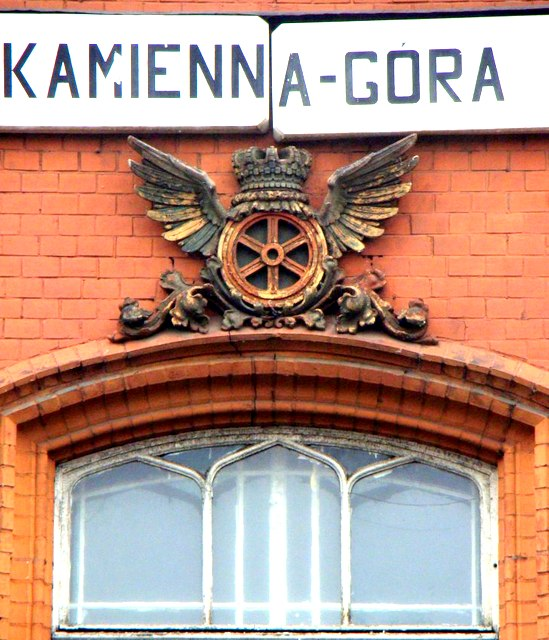
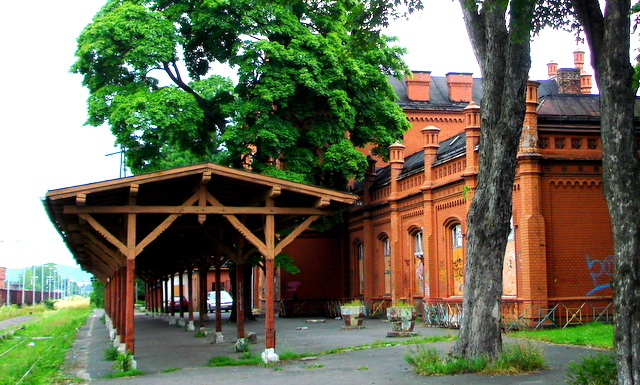